# Riitta-Liisa Roponenová
Riita-Liisa Roponenová (Riita-Liisa Roponen, rodné příjmení Lassila, * 5. května 1978 v Haukipudas) je finská běžkyně na lyžích. Získala bronzovou medaili v závodě štafet na ZOH 2010 a je trojnásobnou mistryní světa (2× ve štafetě a 1× v týmovém sprintu). V roce 2021, ve svých 42 letech, se stala nejstarší medailistkou v historii Mistrovství světa v klasickém lyžování, když běžela třetí úsek finské štafety, která získala bronz (překonala rekord Noriakiho Kasaie z roku 2015).

## Sportovní kariéra
Roponenová závodila ve Světovém poháru od roku 1998 do 2023. Je nejstarším sportovcem v historii, který v závodech Světového poháru v běhu na lyžích startoval.
V roce 2002 dosáhla svého prvního medailového umístění v závodě světového poháru v Novém Městě na Moravě, kde obsadila společně s Riikou Sirviovou třetí místo v týmovém sprintu.
V roce 2005 na mistrovství světa obsadila spolu s Pirjo Muranenovou druhé místo ve sprintu dvojic.
V roce 2007 získala na mistrovství světa dvě zlaté medaile a to s finskou štafetou v závodě na 4 x 5 km a s Virpi Kuitunenovou v týmovém sprintu. V tomto roce také dosáhla prvního individuálního vítězství v závodě světového poháru, když vyhrála závod na 15 km s hromadným startem v ruském Rybinsku.
Na mistrovství světa v Liberci v roce 2009 vybojovala spolu s finskou štafetou zlatou medaili. V závěru sezóny 2008/09 si připsala své druhé vítězství ve Světovém poháru - ve třetí etapě Finále SP. Na zimní olympiádě v roce 2010 vybojovala s finskou štafetou bronzovou medaili.
V roce 2011 vybojovala na mistrovství světa spolu s kolegyněmi z reprezentace bronzovou medaili ve štafetě 4 x 5 km.
Roponenová startovala na devíti mistrovstvích světa v letech 2003, 2005, 2007, 2009, 2011, 2013, 2015, 2019 a 2021 a na pěti ZOH v letech 2002, 2006, 2010, 2014 a 2018. Na svou šestou olympiádu se jí však nepodařilo nominovat, protože v sezóně 2021/2022 bylo jejím nejlepším umístěním 27. místo v závodě na 15 km volným stylem v Davosu, poté musela odstoupit z Tour de Ski kvůli angíně a poslední závody SP před olympiádou byly v Planici zrušeny a ona tak už neměla další šanci ukázat svou formu. V dubnu 2022 pak oznámila ukončení své mezinárodní kariéry s tím, že už nebude usilovat o místo v národní týmu, či účast na mistrovství světa ani ve Světovém poháru. Přesto zůstala nadále aktivní a zúčastňovala se domácích závodů – v listopadu 2023 v Olosu, v prvním závodě sezóny, porazila finské reprezentantky Niskanenovou a Pärmäkoskiovou a byla nominována na závody Světového poháru 2. – 3. 12. 2024 v Gällivare. V té době jí bylo 45 let a překonala Giorgia di Centu, kterému bylo 44 let, když v lednu 2017 absolvoval svůj poslední závod Světového poháru.

### Výsledky na OH
| Rok  | Věk | 10 km | 15 km hromadný start | skiatlon / kombinace | 30 km hromadný start | sprint | 4 × 5 km štafeta | sprint dvojic |
| ---- | --- | ----- | -------------------- | -------------------- | -------------------- | ------ | ---------------- | ------------- |
| 2002 | 23  | —     | 19.                  | —                    | —                    | 36.    | 7.               | —             |
| 2006 | 27  | 35.   | —                    | 13.                  | 23.                  | —      | 7.               | —             |
| 2010 | 31  | 6.    | —                    | 15.                  | —                    | —      | 3.               | 8.            |
| 2014 | 35  | —     | —                    | —                    | 26.                  | —      | —                | —             |
| 2018 | 39  | 20.   | —                    | —                    | —                    | —      | 4.               | —             |

### Výsledky na MS
| Rok  | Věk | 10 km | 15 km skiatlon | 30 km hromadný start | sprint | 4 × 5 km štafeta | sprint dvojic |
| ---- | --- | ----- | -------------- | -------------------- | ------ | ---------------- | ------------- |
| 2003 | 24  | —     | 41.            | 35.                  | —      | —                | —             |
| 2005 | 26  | 12.   | 8.             | —                    | —      | 5.               | 2.            |
| 2007 | 28  | 7.    | 5.             | —                    | —      | 1.               | 1.            |
| 2009 | 30  | —     | 23.            | 6.                   | 14.    | 1.               | —             |
| 2011 | 32  | 18.   | 14.            | 15.                  | —      | 3.               | —             |
| 2013 | 34  | 8.    | 16.            | —                    | —      | 5.               | —             |
| 2015 | 36  | 19.   | 8.             | 18.                  | —      | 3.               | —             |
| 2019 | 40  | —     | —              | 22.                  | —      | 6.               | —             |
| 2021 | 42  | 10.   | —              | —                    | —      | 3.               | —             |